# Kross (Fahrradmarke)
Kross ist ein polnischer Hersteller von Fahrrädern und Fahrradkomponenten.
Gegründet wurde das Unternehmen 1990 von Zbigniew Sosnowski, unmittelbar nach dem Systemwechsel in Polen. Als bloßes Fahrradgeschäft gestartet, entwickelte es sich schnell zu einem großen Warenhaus für Fahrradbedarf und wurde schließlich um ein eigenes Werk erweitert. Bis 2003 stellte man vor allem Fahrräder unter der Markenbezeichnung Grand her, seit 2004 produziert man auch Roller unter dem Namen Zipp.